# District de Mary
Pour les articles homonymes, voir Mary.
Le district de Mary est un district du Turkménistan situé dans la province de Mary. 
Le centre administratif du district est la ville de Mary.

## Source
- (en) Cet article est partiellement ou en totalité issu de l’article de Wikipédia en anglais intitulé « Mary District » (voir la liste des auteurs).